# منشأة الجنيدي
منشأة الجنيدي إحدى قرى مركز طنطا التابع لمحافظة الغربية بجمهورية مصر العربية.

## التاريخ
قرية منشأة الجنيدي من القرى القديمة، واسمها الأصلي وقت الفتح الإسلامي لمصر جيرمي (بالإنجليزية: Geremie)‏، وقد وردت باسم برك جريمة وقد وردت بهذا الاسم بركة جريمة في أعمال الغربية ضمن قرى الروك الصلاحي التي أحصاها ابن مماتي في كتاب قوانين الدواوين، كما وردت باسم برك جريمة في أعمال الغربية ضمن قرى الروك الناصري التي أحصاها ابن الجيعان في كتاب «التحفة السنية بأسماء البلاد المصرية».
كان اسمها برك جريمة ضمن قرى ولاية الغربية في تربيع سنة 933هـ/1527م الذي أجراه الوالي العثماني سليمان باشا الخادم في عصر السلطان العثماني سليمان القانوني، وفي تاريخ 1228هـ/1813م الذي عدّ قرى مصر بعد المسح الذي قام به محمد علي باشا باسم برك جريمة ضمن قرى مديرية الغربية. ويُذكر أن كلمة جريمة حذفت من الاسم في سنة 1275هـ/1859م، تغير الاسم إلى منشأة الجنيدي في سنة 1348هـ/1929م بسبب استهجان الاسم القديم ونسبة إلى مقام أحمد الجندي الكائن بها.

## التعليم
تصل نسبة الأمية في القرية إلى 45.22% بين من تجاوزوا العاشرة من عمرهم، بينما تصل نسبة من حصلوا على تعليم جامعي إلى 2.34% من جملة السكان.

## السكان
بلغ عدد سكان منشأة الجنيدي 5032 نسمة حسب تقدير عام 2018.
| السنة  | 1897 | 1907 | 1927 | 1947 | 1960 | 1976 | 1986 | 1996 | 2006  | 2018 |
| ------ | ---- | ---- | ---- | ---- | ---- | ---- | ---- | ---- | ----- | ---- |
| القرية | 1340 | 1382 | 1373 | 1360 | 1661 | 2510 | 2629 | 3945 | 4,594 | 5032 |